# Nadav Popplewell
Nadav Popplewell, né en 1972 au Royaume-Uni et mort en 2024 à Gaza, est un israélien d'origine britannique, membre du Kibboutz Nirim, kidnappé par le Hamas et emmené à Gaza durant le massacre de Nirim le 7 octobre 2023. Le 3 juin 2024, Tsahal annonce que Nadav Popplewell est mort à Khan Younès, plusieurs mois auparavant. Les circonstances exactes de sa mort ne sont pas connues. Le corps de Nadav Popplewell est trouvé et identifié par Tzahal, à Khan Younès, le 20 août 2024.

## Biographie
Nadav Popplewell est né en 1972 au Royaume-Uni à Wakefield, dans le West Yorkshire. Il part habiter en Israël dans les années 2020.

### Kidnappé par Hamas
Le 7 octobre 2023, Nadav Popplewell est kidnappé du Kibboutz Nirim par les terroristes du Hamas et emmené à Gaza.
Sa mère, Channah Peri, 79 ans, aussi prise en otage, est libérée le 24 novembre 2023, dans le cadre d'un accord de cessez-le-feu temporaire négocié par le Qatar et les États-Unis entre Hamas et Israël. Son frère, Roi  Popplewell, 54 ans, est tué dans le Massacre de Nirim le 7 octobre 2023. Channah et Nadav étaient ensemble pendant toute la durée de sa captivité, détenue dans un tunnel sous Gaza.

### Vidéo
Le 11 mai 2024, Hamas diffuse une vidéo de Nadav Popplewell. La vidéo de 10 secondes montre des signes visibles de violence physique, une blessure à l'œil est visible. Aucune indication est donnée quand les images ont été tournées,. Il a tout juste le temps de se présenter, de dire en hébreu son nom et son âge.

### Mort
Le 3 juin 2024, Tsahal annonce que Nadav Popplewell  est mort à Khan Younès, plusieurs mois auparavant. Les circonstances exactes de sa mort ne sont pas connues. Le corps de Nadav Popplewell  n'as pas été rendu,,,,,. Le corps de Nadav Popplewell est trouvé et identifié par Tzahal, à Khan Younès, le 20 août 2024.